# 羅茲諾申齊
49°42′17″N 25°49′47″E / 49.70472°N 25.82972°E
羅茲諾申齊（羅馬化：Roznoshyntsi）是烏克蘭的村落，位於該國西部捷爾諾波爾州，由捷尔诺波尔区負責管轄，始建於1463年，面積1.14平方公里，2001年人口320，人口密度每平方公里281.7人。